# Pureza Lopes Loyola
Pureza Lopes Loyola é uma ativista de direitos humanos brasileira, reconhecida internacionalmente por sua luta contra o trabalho em condições análogas à escravidão e o tráfico de pessoas.

## Início de vida e contexto
Pureza nasceu em Presidente Juscelino, Maranhão, e mais tarde residiu em Bacabal, onde trabalhou como diarista em fazendas, empregada doméstica e na produção de tijolos para sustentar a família.  
Alfabetizou-se somente aos 40 anos, motivada pelo desejo de ler a Bíblia em inglês e português.

## Luta e ativismo
Em 1993, seu filho mais novo, Abel, foi aliciado para trabalhar em garimpos na Amazônia e desapareceu, dando início a uma busca de três anos, até seu retorno em 1996. Durante esse período, Pureza documentou e denunciou abusos como jornadas exaustivas, cárcere privado e condições degradantes, acionando a Comissão Pastoral da Terra e o Ministério Público do Trabalho.

## Prêmios e reconhecimentos
Em 1997, recebeu o Anti-Slavery Award da Anti-Slavery International, em Londres, por sua campanha contra a escravidão moderna.  
Em junho de 2023, foi agraciada com o Trafficking in Persons Report Hero Award pelo Departamento de Estado dos Estados Unidos, sendo a primeira mulher brasileira a receber essa distinção.

## Adaptação cinematográfica
A trajetória de Pureza foi retratada no filme brasileiro Pureza (2022), dirigido por Renato Barbieri e estrelado por Dira Paes.

## Legado
Inspirada por sua busca, em 1995 foi criado o Grupo Especial de Fiscalização Móvel (GEFM), responsável pela libertação de mais de 62 000 trabalhadores em condições análogas à escravidão entre 1995 e 2021.